# Edmé-François Mallet
Edmé-François Mallet auch Abbé Mallet (* 29. Januar 1713 in Melun; † 25. Februar 1755 in Châteaurenard) war ein französischer Theologe und Enzyklopädist.

## Leben und Wirken
Edmé-François Mallet erhielt zunächst seine schulische Ausbildung beim Landpfarrer, curé seines Geburtsortes, später studierte er an einem Kolleg der Barnabiten in Montargis, Collège des Barnabites de Montargis, bevor er nach Paris ging. Dort war er Tutor von Ange Laurent Lalive de Jully (1725–1779), einem zukünftigen Introducteur des ambassadeurs sowie Ehrenmitglied der Académie royale de peinture.
Im Jahre 1742 erhielt er sein Lizenziat, licence an der Theologischen Fakultät von Paris, Faculté de théologie de Paris und wurde im Anschluss am Maison et société royale de Navarre aggregiert. In seiner Studienzeit in Paris war er auch zeitweise als Hauslehrer des Fermier général dem Louis Denis Lalive de Bellegarde (1680–1751) angestellt.
Im Jahre 1744 kehrte er zu seiner Familie nach Melun zurück. Er lebte dort aber im Haus der Adeligen von Rohan (Stammliste der Rohan) und blieb im Fürsthaus von Guémené Montbason als Erzieher des späteren Kardinal Louis René Édouard de Rohan-Guéméné insgesamt sieben Jahre lang.
Nach dem Tod seiner Mutter im Jahre 1751, zog er zurück nach Paris, und nahm einen Lehrstuhl für Theologie am Collège de Navarre.
Im Jahre 1753 veröffentlichte er einen Essai sur les bienséances oratoires und über die Principes pour la lecture des Orateurs.
Für die Enzyklopädie von Denis Diderot und Jean-Baptiste le Rond d’Alembert schrieb er mehr als tausend Artikel mit den Schwerpunkten aus Handel (über 500 Artikel), Theologie, Geschichte (etwa 600 Artikel) und Literatur (etwa 200). Diese Artikel bezogen aber Informationen häufig aus schon gegebenen Texten und Nachschlagewerken. Etliche seiner Artikel, so die mit geschichtlichem Inhalt, wurden von Nicolas Lenglet Du Fresnoy überarbeitet und die mit literarischen Aspekten von Jean-François Marmontel redigiert.

## Werke (Auswahl)
- Principes pour la lecture des orateurs. (1753)
- Essai sur les bienséances oratoires (1753)